# Falk Wendrich
Falk Wendrich (12 de junio de 1995) es un deportista de Alemania que compite en atletismo. Ganó una medalla de bronce en el Campeonato Europeo de Atletismo por Equipos de 2021, en la prueba de salto de altura.